# Bruno Lozano
Bruno "Ralphy" Lozano là một chính khách người Mỹ và là thị trưởng của Del Rio, Texas.

## Tuổi thơ
Lozano được sinh ra ở Del Rio vào đầu những năm 1980. Ông từng là cựu tuần tra của lực lượng an ninh trong quân đội Hoa Kỳ. Trong thời gian làm việc với Không quân Hoa Kỳ, ông được giao nhiệm vụ thi hành chính sách Không hỏi, không nói, thông báo cho các thành viên dịch vụ đồng tính về việc họ bị sa thải. Do đó, Lozano, người đồng tính, cho biết ông chọn không tham gia. Ông làm tiếp viên sau đó.

## Sự nghiệp chính trị
Lozano đã được biết đến trong thị trấn của mình vì nỗ lực làm sạch đường thủy. Theo Lozano, tuy nhiên, ông chỉ quyết định bước vào đời sống chính trị vào năm 2016, bị ép buộc bởi các bạn học cũ thời trung học trong một bữa tiệc đoàn tụ của lớp. Ông đã chỉ trích các chính sách kinh tế của tòa thị chính, theo ông khiến nền kinh tế địa phương trì trệ và phụ thuộc vào quân đội Hoa Kỳ để kiếm việc làm ngay cả khi các thành phố lân cận bùng nổ. Ông kêu gọi cử tri Millennial phá vỡ sự nắm giữ của Baby Boomers đối với quyền lực chính trị địa phương.
Một đảng viên Dân chủ, ông đã chạy đua với thị trưởng đương nhiệm Robert Garza trong cuộc bầu cử ngày 5 tháng 5 năm 2018 và giành chiến thắng sít sao, nhận được 62% số phiếu. Một cuộc kể lại sau đó đã xác nhận kết quả.
Chiến thắng của ông đã nhận được sự chú ý trên tờ The Huffington Post và báo chí LGBT quốc gia, trong đó nêu bật cả sự nghiệp quân sự và hình ảnh rực rỡ của ông.